# Pandanus guineabissauensis
Pandanus guineabissauensis är en enhjärtbladig växtart som beskrevs av Huynh. Pandanus guineabissauensis ingår i släktet Pandanus och familjen Pandanaceae. Inga underarter finns listade.